# Unione Sportiva Cremonese 2004-2005
Questa pagina raccoglie le informazioni riguardanti l'Unione Sportiva Cremonese nelle competizioni ufficiali della stagione 2004-2005.

## Stagione
Nella stagione 2004-2005 la neopromossa Cremonese ha disputato e vinto il girone A del campionato di Serie C1 con 72 punti, ottenendo la promozione in Serie B con il Mantova che ha vinto i playoff. La squadra grigiorossa allenata da Giorgio Roselli ottiene il primo posto al termine del girone di andata con 38 punti, si ripete anche nel girone di ritorno con 34 punti, dominando il campionato, la promozione certa in Serie B arriva con tre giornate di anticipo, mentre la Cremonese osserva il turno di riposo, grazie ai risultati concomitanti, festeggiando la vittoria del campionato, seduti in poltrona. Per la prima volta nella sua ultra-centennale storia, la Cremonese centra una seconda promozione consecutiva. Anche in questa stagione è protagonista il pugliese Gioacchino Prisciandaro, autore di 20 reti, delle quali 2 in Coppa Italia e 18 in campionato, dove ha vinto il titolo di "cannoniere" del girone A, in coabitazione con Francesco Ciullo del Pavia e Massimiliano Guidetti dello Spezia. Notevole anche l'apporto di reti realizzate dalla mezza punta Riccardo Taddei, 4 in Coppa Italia e 13 in campionato. Nella Coppa Italia di Serie C i grigiorossi vincono il girone E di qualificazione, poi nei sedicesimi vengono superati dal Rimini. A fine maggio la Cremonese disputa la Supercoppa di Serie C1 tra le vincitrici del girone A e del girone B della Serie C1, vinta dal Rimini.

## Rosa
| N. |                    | Ruolo | Calciatore                |
| -- | ------------------ | ----- | ------------------------- |
|    | Italia (bandiera)  | C     | Mirko Benin               |
|    | Italia (bandiera)  | C     | Mauro Bertoni             |
|    | Italia (bandiera)  | P     | Giorgio Bianchi           |
|    | Italia (bandiera)  | A     | Marcello Campolonghi      |
|    | Italia (bandiera)  | D     | Andrea Camussi            |
|    | Italia (bandiera)  | C     | Andrea Coletto            |
|    | Senegal (bandiera) | D     | Mohamed Abdourammane Coly |
|    | Italia (bandiera)  | D     | Giovanni Dall'Igna        |
|    | Italia (bandiera)  | D     | Mario Donadoni            |
|    | Italia (bandiera)  | C     | Filippo Furiani           |
|    | Italia (bandiera)  | C     | Dino Giannascoli          |
|    | Italia (bandiera)  | A     | Renato Greco              |

| N. |                   | Ruolo | Calciatore              |
| -- | ----------------- | ----- | ----------------------- |
|    | Italia (bandiera) | D     | Angelo Iorio            |
|    | Italia (bandiera) | A     | Josè Maria La Cagnina   |
|    | Italia (bandiera) | D     | Andrea Manucci          |
|    | Italia (bandiera) | P     | Luca Mondini            |
|    | Italia (bandiera) | C     | Andrea Polonini         |
|    | Italia (bandiera) | A     | Gioacchino Prisciandaro |
|    | Italia (bandiera) | D     | Stefano Rossini         |
|    | Italia (bandiera) | C     | Federico Smanio         |
|    | Italia (bandiera) | C     | Pietro Strada           |
|    | Italia (bandiera) | A     | Luca Tabbiani           |
|    | Italia (bandiera) | A     | Riccardo Taddei         |
|    | Italia (bandiera) | C     | Cristian Trapella       |

## Risultati

### Campionato

#### Girone di andata
| Arbitro: | Fiori (Perugia) |

|                                     |           |                  |
| R. Taddei 75’ (rig.) La Cagnina 89’ | Marcatori | 57’ Collacchioni |

| Arbitro: | Marelli (Como) |

|                             |           |                                                   |
| Coti 22’ (rig.), 24’ (rig.) | Marcatori | 7’, 41’, 67’ (rig.) Prisciandaro 90+5’ La Cagnina |

| Arbitro: | Orsato (Schio) |

|                             |           |             |
| Strada 72’ Prisciandaro 90’ | Marcatori | 90+5’ Poggi |

| Arbitro: | Celi (Bari) |

|  |           |            |
|  | Marcatori | 12’ Strada |

| Arbitro: | Gava (Conegliano) |

|                         |           |                                           |
| Prisciandaro 61’ (rig.) | Marcatori | 2’ (rig.) Martusciello 77’, 80’ Carruezzo |

| Arbitro: | Damato (Barletta) |

|            |           |                                   |
| Guerra 52’ | Marcatori | 37’, 39’ (rig.), 85’ Prisciandaro |

| Arbitro: | Mannella (Avezzano) |

|                             |           |            |
| Prisciandaro 41’ Strada 56’ | Marcatori | 25’ Ciullo |

| Arbitro: | Velotto (Grosseto) |

|  |           |                             |
|  | Marcatori | 40’ Tabbiani 60’ La Cagnina |

| Arbitro: | Lena (Ciampino) |

|                                    |           |                      |
| Prisciandaro 55’ Tabbiani 69’, 73’ | Marcatori | 13’ Udassi 67’ Medda |

| Arbitro: | Lops (Torino) |

|  |           |              |
|  | Marcatori | 4’ R. Taddei |

| Arbitro: | Herberg (Messina) |

|  |           |                                              |
|  | Marcatori | 39’ R. Taddei 79’ Prisciandaro 90+3’ Furiani |

| Arbitro: | Giglioni (Siena) |

|                                |           |                                     |
| Prisciandaro 73’ R. Taddei 80’ | Marcatori | 28’ (aut.) Tabbiani 66’ (rig.) Elia |

| Arbitro: | Pierpaoli (Firenze) |

|            |           |              |
| Rubino 59’ | Marcatori | 49’ Trapella |

| Arbitro: | Salati (Trento) |

|  |           |                      |
|  | Marcatori | 53’ (rig.) De Cesare |

| Arbitro: | Zanzi (Lugo di Romagna) |

|              |           |  |
| La Marca 85’ | Marcatori |  |

| 19 dicembre 2004 16ª giornata |  | – Turno di riposo Cremonese |  |  |

| Arbitro: | Ciampi (Roma) |

|  |           |               |
|  | Marcatori | 77’ Pellicori |

| Arbitro: | Damato (Barletta) |

|  |           |                         |
|  | Marcatori | 82’ (rig.) Prisciandaro |

| Arbitro: | Orsato (Schio) |

|                               |           |              |
| R. Taddei 68’ Campolonghi 75’ | Marcatori | 52’ Stamilla |

#### Girone di ritorno
| Arbitro: | Marelli (Como) |

|                       |           |  |
| Valiani 8’ Alteri 85’ | Marcatori |  |

| Arbitro: | Celi (Bari) |

|                                |           |                    |
| Prisciandaro 56’ R. Taddei 73’ | Marcatori | 50’, 64’ E. Baggio |

| Mantova 6 febbraio 2005 22ª giornata | Mantova       | 0 – 0 | Cremonese | Stadio Danilo Martelli\| Arbitro: \| Ciampi (Roma) \| |
| Arbitro:                             | Ciampi (Roma) |       |           |                                                       |

| Arbitro: | Pierpaoli (Firenze) |

|                  |           |  |
| Prisciandaro 15’ | Marcatori |  |

| Arbitro: | Orsato (Schio) |

|               |           |                               |
| Carruezzo 69’ | Marcatori | 33’ Campolonghi 65’ R. Taddei |

| Arbitro: | Gallione (Alessandria) |

|                                        |           |  |
| Prisciandaro 22’ (rig.) M. Bertoni 29’ | Marcatori |  |

| Arbitro: | Giglioni (Siena) |

|            |           |  |
| Ciullo 57’ | Marcatori |  |

| Arbitro: | Iannone (Napoli) |

|                                   |           |                          |
| R. Taddei 9’, 44’ Campolonghi 56’ | Marcatori | 30’ Zamperini 80’ Meloni |

| Arbitro: | Lops (Torino) |

|                         |           |                   |
| Palumbo 32’ Mortari 46’ | Marcatori | 90+2’ Campolonghi |

| Arbitro: | Palazzino (Ciampino) |

|                    |           |             |
| R. Taddei 26’, 57’ | Marcatori | 42’ Akassou |

| Arbitro: | Tommasi (Bassano del Grappa) |

|                      |           |             |
| Iorio 21’ Strada 60’ | Marcatori | 83’ Gambino |

| Arbitro: | Herberg (Messina) |

|  |           |                  |
|  | Marcatori | 40’ Prisciandaro |

| Arbitro: | Iannone (Napoli) |

|                                             |           |  |
| R. Taddei 18’ (rig.) Manucci 24’ Strada 74’ | Marcatori |  |

| Arbitro: | Damato (Barletta) |

|                      |           |  |
| De Cesare 68’ (rig.) | Marcatori |  |

| Arbitro: | Zanardo (Conegliano) |

|                                                     |           |                   |
| Prisciandaro 9’ Furiani 39’ Benin 61’ R. Taddei 68’ | Marcatori | 32’ (rig.) Sgarra |

| 24 aprile 2005 35ª giornata |  | – Turno di riposo Cremonese |  |  |

| Arbitro: | Crugliano (Crotone) |

|                           |           |                                    |
| Pellicori 61’ Di Rita 69’ | Marcatori | 30’ La Cagnina 57’ (rig.) R. Greco |

| Arbitro: | Baratta (Salerno) |

|                                   |           |               |
| Strada 21’ Campolonghi 36’ (rig.) | Marcatori | 62’ Andreotti |

| Arbitro: | Manna (Isernia) |

|              |           |             |
| Stamilla 75’ | Marcatori | 43’ Manucci |

### Coppa Italia

#### Girone E
| Arbitro: | Brunialti (Trento) |

|  |           |                    |
|  | Marcatori | 29’, 73’ R. Taddei |

| Arbitro: | Bernardoni (Modena) |

|            |           |  |
| Strada 54’ | Marcatori |  |

| Arbitro: | Zanchin (Biella) |

|             |           |                  |
| Putelli 71’ | Marcatori | 31’ Prisciandaro |

| Arbitro: | Gava (Conegliano) |

|                                |           |  |
| Prisciandaro 44’ R. Taddei 76’ | Marcatori |  |

| Carpenedolo 1º settembre 2004 5ª giornata | Carpenedolo         | 0 – 0 | Cremonese | Stadio Mundial '82\| Arbitro: \| Gervasoni (Mantova) \| |
| Arbitro:                                  | Gervasoni (Mantova) |       |           |                                                         |

#### Sedicesimi di finale
| Arbitro: | Ferrandini (Sondrio) |

|                            |           |                  |
| R. Greco 25’ R. Taddei 72’ | Marcatori | 47’, 54’ Docente |

| Arbitro: | Zanardo (Conegliano) |

|               |           |  |
| Innocenti 75’ | Marcatori |  |

#### Supercoppa di Lega di Serie C1
| Arbitro: | Lops (Torino) |

|                                                      |           |                              |
| Muslimovic 9’, 29’ Ricchiuti 21’ D'Angelo 55’, 90+3’ | Marcatori | 26’ Campolonghi 71’ Rebecchi |

| Arbitro: | Herberg (Messina) |

|                                |           |                                                       |
| Baccin 54’ (aut.) Trapella 61’ | Marcatori | 28’ Floccari 39’ Ricchiuti 52’ Muslimovic 64’ Docente |